# Teucrium sauvagei
Teucrium sauvagei là một loài thực vật có hoa trong họ Hoa môi. Loài này được Le Houér. miêu tả khoa học đầu tiên năm 1960.